# Умёт (станция)
Умёт — железнодорожная станция Юго-Восточной железной дороги на линии Тамбов — Ртищево (линия неэлектрифицирована), расположена в районном центре Умёт Тамбовской области, в 73 км от станции Ртищево. Через станцию осуществляются пассажирские перевозки на Москву, Волгоград, Саратов, Санкт-Петербург, Брест, Балашов, Тамбов, Балаково, Астрахань, Мурманск, Ртищево, Кирсанов, Тамалу.
Является конечным пунктом для рельсовых автобусов из Тамбова и Кирсанова. Со стороны Ртищево пригородное движение отсутствует.
29 января 2017 года двухэтажное деревянное здание вокзала станции 1870 года постройки полностью сгорело в результате неумышленного поджога.

## История
Открыта в 1870 году как станция Тамбово-Саратовской железной дороги.
С 9 декабря 2019 г., в связи со снижением пассажиропотока, Приволжский филиал Федеральной Пассажирской Компании отменил остановку по станции Умёт фирменному поезду №5/6 "Лотос" в сообщении Астрахань - Москва - Астрахань.

Новое одноэтажное здание вокзала на станции Умет построено и запущено в эксплуатацию в 2021 году.  

## Деятельность
- продажа пассажирских билетов;
- приём и выдача багажа;
- приём и выдача повагонных отправок грузов (открытые площадки);
- приём и выдача повагонных и мелких отправок (подъездные пути);
- приём и выдача мелких отправок грузов (открытые площадки)[6].

## Поезда дальнего следования
| № поезда | Маршрут движения            | № поезда | Маршрут движения            |
| -------- | --------------------------- | -------- | --------------------------- |
| 47       | Балаково — Москва           | 48       | Москва — Балаково           |
| 85       | Махачкала — Москва          | 86       | Москва — Махачкала          |
| 109      | Астрахань — Санкт-Петербург | 110      | Санкт-Петербург — Астрахань |
| 123      | Новосибирск — Белгород      | 124      | Белгород — Новосибирск      |
| 133      | Дербент — Москва            | 134      | Москва — Дербент            |